# Défenseur (handball)
Cet article concerne le joueur spécialisé en défense. Pour les règles et schémas de défense en handball, voir Handball#Positions défensives.
Au handball, le défenseur exclusif est un joueur spécialisé en défense. En effet, si généralement chaque joueur évolue tour à tour en tant qu'attaquant et défenseur, certains joueurs se sont spécialisés sur des tâches défensives et ont de rôle offensif inexistant ou très limité, notamment en contre-attaque.

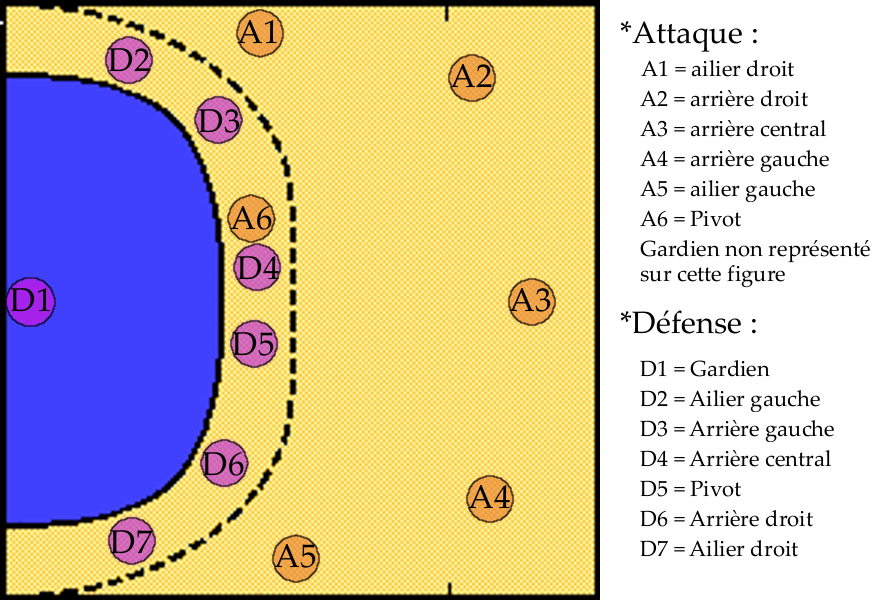
Sur ce schéma dit de « défense 6-0 », le défenseur occupe généralement le poste D4 ou D5.

Longtemps sous-estimé, le défenseur n'est d'ailleurs apparu que bien après les autres postes dans l'équipe-type d'une compétition. Son apparition se fait pour la première fois au championnat d'Europe en 2008 et n'est pas encore apparu aux championnats du monde.Travailleur de l'ombre, le défenseur est pourtant un rouage essentiel au sein d'une équipe et n'est pas cantonné dans un rôle de celui qui fait des fautes et fait mal aux adversaires, mais, comme l'explique Didier Dinart, le plus grand défenseur de tous les temps : « Le plus grand plaisir pour un défenseur n'est pas de faire plier physiquement l'adversaire, c'est de lire dans ses yeux l'abandon, lire qu'il a perdu mentalement la partie parce que toutes les voies sont bloquées. »[non neutre].

## Défenseur célèbres (hommes)
Parmi les meilleurs joueurs évoluant ou ayant évolué au poste de défenseur, on peut citer :
- Arnaud Calbry
- Didier Dinart, élu meilleur défenseur des vingt ans de la Ligues de champions[2],[3] ; double champion olympique (2008, 2012), double champion du monde (2003, 2005) et champion d'Europe (2006, 2010)
- Rock Feliho, élu à trois reprises meilleur défenseur du championnat de France avec le HBC Nantes
- Benjamin Gille, défenseur du Chambéry Savoie Handball
- Mickaël Grocault, défenseur de l'US Dunkerque
- Magnus Jernemyr,
- Gueric Kervadec,
- Pascal Mahé, défenseur attitré des Barjots
- Viran Morros, défenseur du BM Ciudad Real puis du FC Barcelone et de l'équipe d'Espagne, élu à trois reprises meilleur défenseur du championnat d'Espagne, champion du monde en 2013
- Carlos Prieto, vainqueur de trois Ligue des Champions (1998, 1999 et 2006), médaille de bronze aux JO de Pékin
- Oliver Roggisch, défenseur de l'équipe d'Allemagne,
- Veselin Vujović, champion olympique 1984 et champion du monde 1986, premier gros transfert du handball.

## Défenseur célèbres (femmes)
Parmi les meilleures joueuses évoluant ou ayant évolué au poste de défenseur, on peut citer :
- Nina Kanto, élu à deux reprises meilleure défenseur du championnat de France
- Raphaëlle Tervel,